# 19. Festival des politischen Liedes
19. Festival des politischen Liedes es un álbum en directo interpretado por artistas de diversas nacionalidades, grabado entre el 12 y el 19 de febrero de 1989 en el contexto de la decimonovena versión del Festival de la canción política (en alemán: Festival des politischen Liedes) organizado por la Juventud Libre Alemana (FDJ) en el este de Berlín, en la época de la República Democrática Alemana.
Entre los intérpretes de habla hispana en el álbum se encuentran el cubano Santiago Feliú, el uruguayo Daniel Viglietti y los chilenos Sol y Lluvia.

## Lista de canciones
| Lado A |                                   |                  |                                                       |          |  |
| N.º    | Título                            | Música           | Intérprete                                            | Duración |  |
| 1.     | «New York Girls»                  |                  | The Oyser Band                                        | 3:49     |  |
| 2.     | «Schoener Junge»                  |                  | Regenbogen                                            | 5:09     |  |
| 3.     | «Vida»                            | Santiago Feliú   | Santiago Feliú                                        | 4:11     |  |
| 4.     | «Probleme»                        |                  | Nachtschicht                                          | 5:28     |  |
| 5.     | «Soledat Barret»                  | Daniel Viglietti | Daniel Viglietti                                      | 3:40     |  |
| 6.     | «Immer Wieder»                    |                  | Rotdorn (Ddr)                                         | 4:11     |  |
| 7.     | «If All Men Were Truely Brothers» |                  | Audrey Motaung                                        | 8:02     |  |
| 8.     | «Armas vuélvense a casa»          |                  | Sol y Lluvia                                          | 3:48     |  |
| 9.     | «Wir»                             |                  | Pawel Dementjew                                       | 4:17     |  |
| 10.    | «The St. Valentins Day»           |                  | Billy Bragg                                           | 4:28     |  |
| 11.    | «Die Herren Der Zukunft»          |                  | Lied Der Weltfestspiele - Koreanisches Jugendensemble | 2:00     |  |
| 12.    | «Loades Gun»                      |                  | Chalk Circle                                          | 3:02     |  |
| 52:05  |                                   |                  |                                                       |          |  |